# Chino (Nagano)
Chino (japanisch 茅野市, -shi) ist eine Stadt im Zentrum der Präfektur Nagano auf der japanischen Hauptinsel Honshū.

## Geographie
Chino liegt nordwestlich von Kōfu, östlich von Suwa und südlich von Nagano.

## Geschichte
Chino erhielt am 1. August 1958 Stadt-Status.

## Wirtschaft
Der kalte und trockene Winter macht Chino ideal für die Produktion von Agar. Es wird Gemüse angebaut. Seit dem Zweiten Weltkrieg hat sich eine Industrie für Elektronik und Präzisionsmessgeräte entwickelt. Das Kamera-Unternehmen Chinon gehörte auch dazu. Als Touristen-Attraktion ist das Hochland „Tateshina Kōgen“ (蓼科高原) bekannt.

## Verkehr
- Straße:
  - Chūō-Autobahn

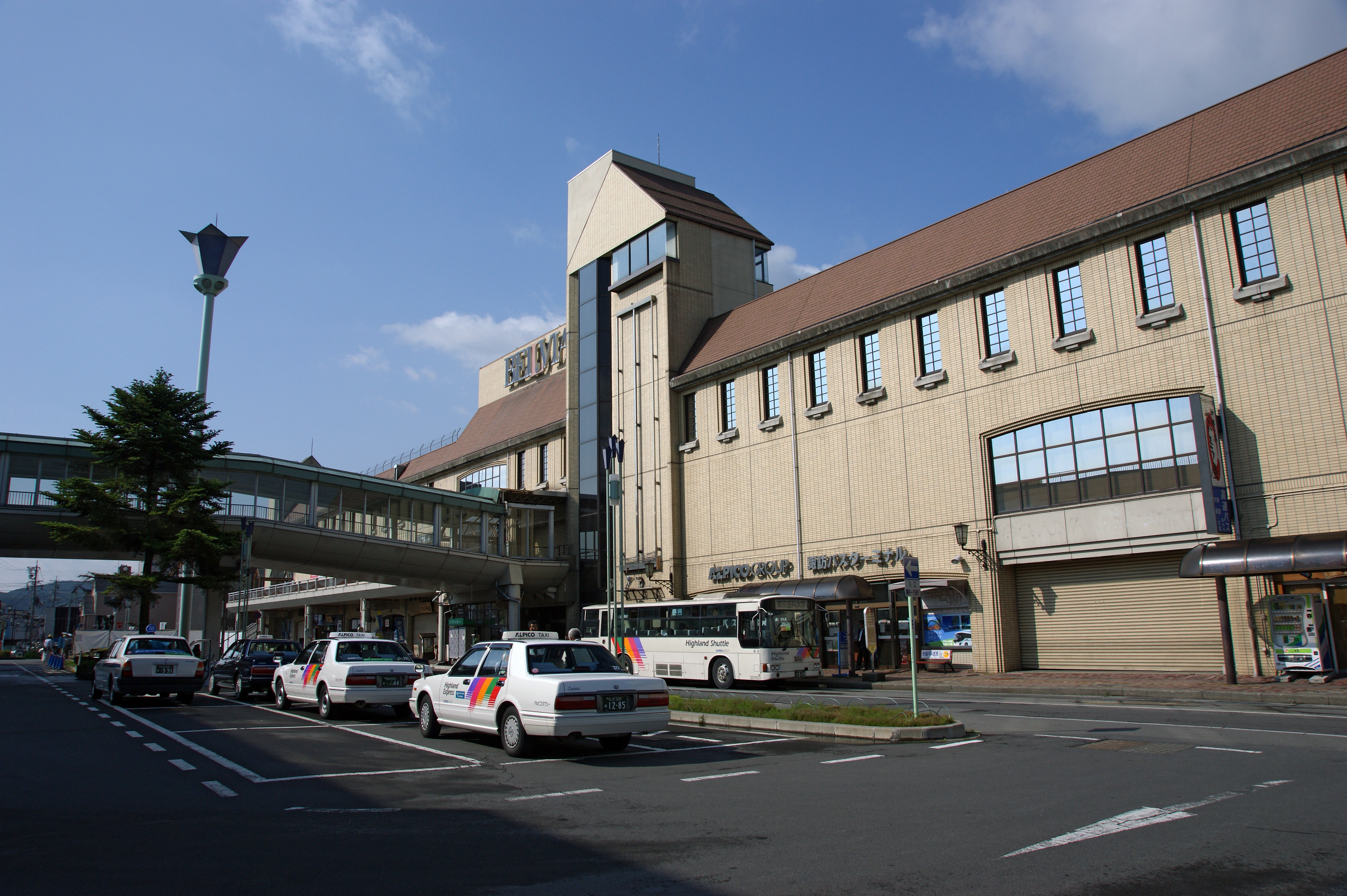
Bahnhof Chino

  - Nationalstraße 20, nach Tokio und Shiojiri
  - Nationalstraßen 152, 299
- Zug:
  - JR Chūō-Hauptlinie, Bahnhof Chino

## Söhne und Töchter der Stadt
- Yoshiyasu Gomi (* 1933), Eisschnellläufer
- Shūji Kobayashi (* 1939), Eisschnellläufer
- Terunobu Fujimori (* 1946), Architekt und Architekturtheoretiker
- Sayuri Yoshii (* 1984), Eisschnellläuferin
- Eri Natori (* 1985), Eisschnellläuferin
- Nao Kodaira (* 1986), Eisschnellläuferin

## Weblinks

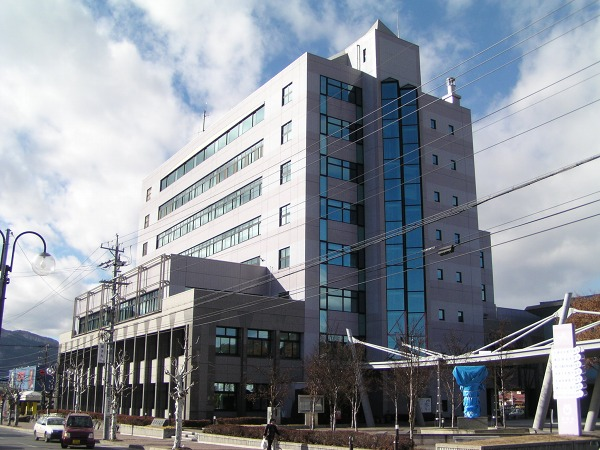
Rathaus von Chino

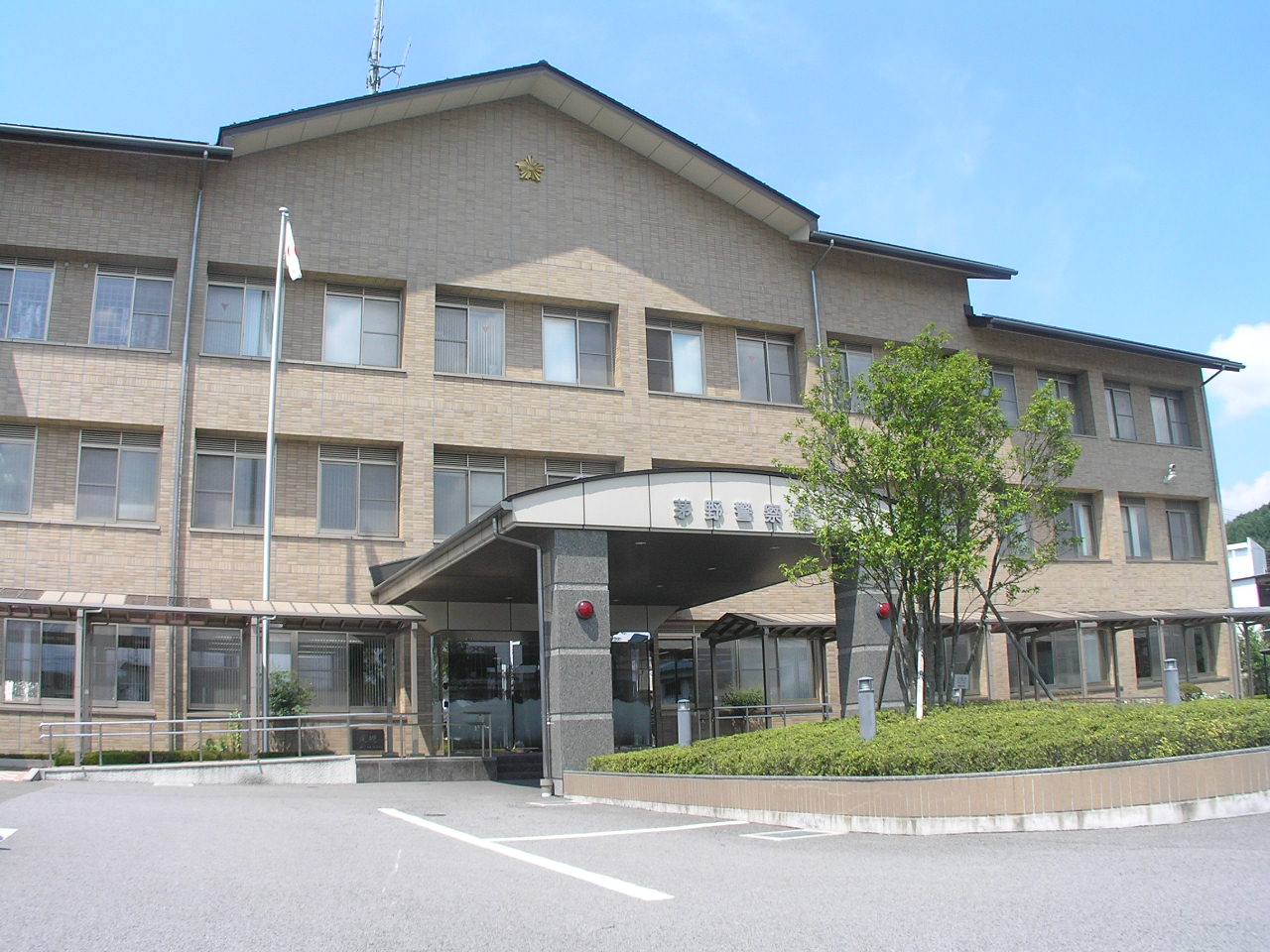
Chino-Polizeistation

## Angrenzende Städte und Gemeinden
- Präfektur Nagano
  - Suwa
  - Saku
  - Ina
  - Fujimi
  - Minamimaki
  - Koumi
- Präfektur Yamanashi
  - Hokuto